# Liste des districts dans le borough londonien d'Ealing
Ceci est une liste des districts du Borough londonien d'Ealing.
Les zones du code postal d'Ealing sont HA, NW, UB, W, TW.

Ealing dans le Grand Londres.

## Districts
| District       | Ville postale | Zone postal/District | Coordonnées                 | OS grid ref  |
| -------------- | ------------- | -------------------- | --------------------------- | ------------ |
| Acton          | LONDRES       | W3, W4, W12, NW10    | 51° 30′ 49″ N, 0° 16′ 14″ O | TQ205805     |
| Bedford Park   | LONDRES       | W4                   | 51° 30′ 00″ N, 0° 15′ 42″ O | TQ207793     |
| Dormers Wells  | SOUTHALL      | UB1                  | 51° 30′ 58″ N, 0° 21′ 50″ O | TQ13616      |
| Ealing         | LONDRES       | W5, W13, NW10        | 51° 31′ 03″ N, 0° 17′ 56″ O | TQ175805     |
| East Acton     | LONDRES       | W3, W12              | 51° 30′ 52″ N, 0° 14′ 52″ O | TQ205805     |
| Greenford      | GREENFORD     | UB6                  | 51° 31′ 48″ N, 0° 20′ 56″ O | TQ135825     |
| Hanwell        | LONDRES       | W7                   | 51° 31′ 08″ N, 0° 20′ 15″ O | TQ153802     |
| Horsenden Hill |               |                      | 51° 32′ 51″ N, 0° 19′ 17″ O | TQ161843     |
| Montpelier     |               |                      | 51° 31′ 23″ N, 0° 18′ 21″ O |              |
| North Acton    | LONDRES       | W3                   | 51° 31′ 41″ N, 0° 15′ 28″ O | TQ205805     |
| Northfields    | LONDRES       | W13, W5              | 51° 30′ 00″ N, 0° 18′ 54″ O | TQ153802     |
| Northolt       | NORTHOLT      | UB5                  | 51° 32′ 49″ N, 0° 21′ 43″ O | TQ135845     |
| Norwood Green  | SOUTHALL      | UB2                  | 51° 30′ 14″ N, 0° 22′ 27″ O | TQ135785     |
| New Addington  | CROYDON       | CR0                  | 51° 20′ 34″ N, 0° 01′ 00″ O | TQ382622     |
| Park Royal     | LONDRES       | NW10                 | 51° 31′ 45″ N, 0° 16′ 53″ O | TQ195828     |
| Perivale       | GREENFORD     | UB6                  | 51° 32′ 18″ N, 0° 19′ 09″ O | TQ165835     |
| Pitshanger     | LONDRES       | W5                   | 51° 31′ 35″ N, 0° 18′ 46″ O | TQ1703582224 |
| South Acton    | LONDRES       | W3, W4               | 51° 30′ 01″ N, 0° 17′ 10″ O | TQ205805     |
| Southall       | SOUTHALL      | UB1, UB2             | 51° 30′ 44″ N, 0° 22′ 40″ O | TQ125805     |
| West Ealing    | LONDRES       | W13                  | 51° 31′ 08″ N, 0° 18′ 54″ O | TQ153802     |
| West Twyford   | LONDRES       | NW10                 | 51° 32′ 17″ N, 0° 17′ 03″ O | TQ205805     |

## Référence
- (en) Cet article est partiellement ou en totalité issu de l’article de Wikipédia en anglais intitulé « List of districts in the London Borough of Ealing » (voir la liste des auteurs).